# Meyrieu-les-Étangs
Meyrieu-les-Étangs ist eine französische Gemeinde mit 1.029 Einwohnern (Stand: 1. Januar 2022) im Département Isère in der Region Auvergne-Rhône-Alpes. Sie gehört zum Arrondissement Vienne und zum Kanton L’Isle-d’Abeau. Die Einwohner werden Meyruyards genannt.

## Geographie
Die Gemeinde Meyrieu-les-Étangs liegt 25 Kilometer östlich von Vienne. Die zahlreichen Stauweiher im Gemeindegebiet sind der Grund für den Zusatznamen -les-Étangs (an den Seen). Umgeben wird Meyrieu-les-Étangs von den Nachbargemeinden Artas im Nordwesten und Norden, Saint-Agnin-sur-Bion im Nordosten, Culin im Osten, Sainte-Anne-sur-Gervonde im Südosten, Châtonnay im Süden sowie Saint-Jean-de-Bournay im Südwesten und Westen.

## Bevölkerungsentwicklung
| Jahr                       | 1962 | 1968 | 1975 | 1982 | 1990 | 1999 | 2010 | 2021 |
| -------------------------- | ---- | ---- | ---- | ---- | ---- | ---- | ---- | ---- |
| Einwohner                  | 469  | 423  | 416  | 495  | 551  | 725  | 868  | 1031 |
| Quellen: Cassini und INSEE |      |      |      |      |      |      |      |      |

## Sehenswürdigkeiten
- Kirche Saint-Clair aus dem 19. Jahrhundert
- altes Pfarrhaus

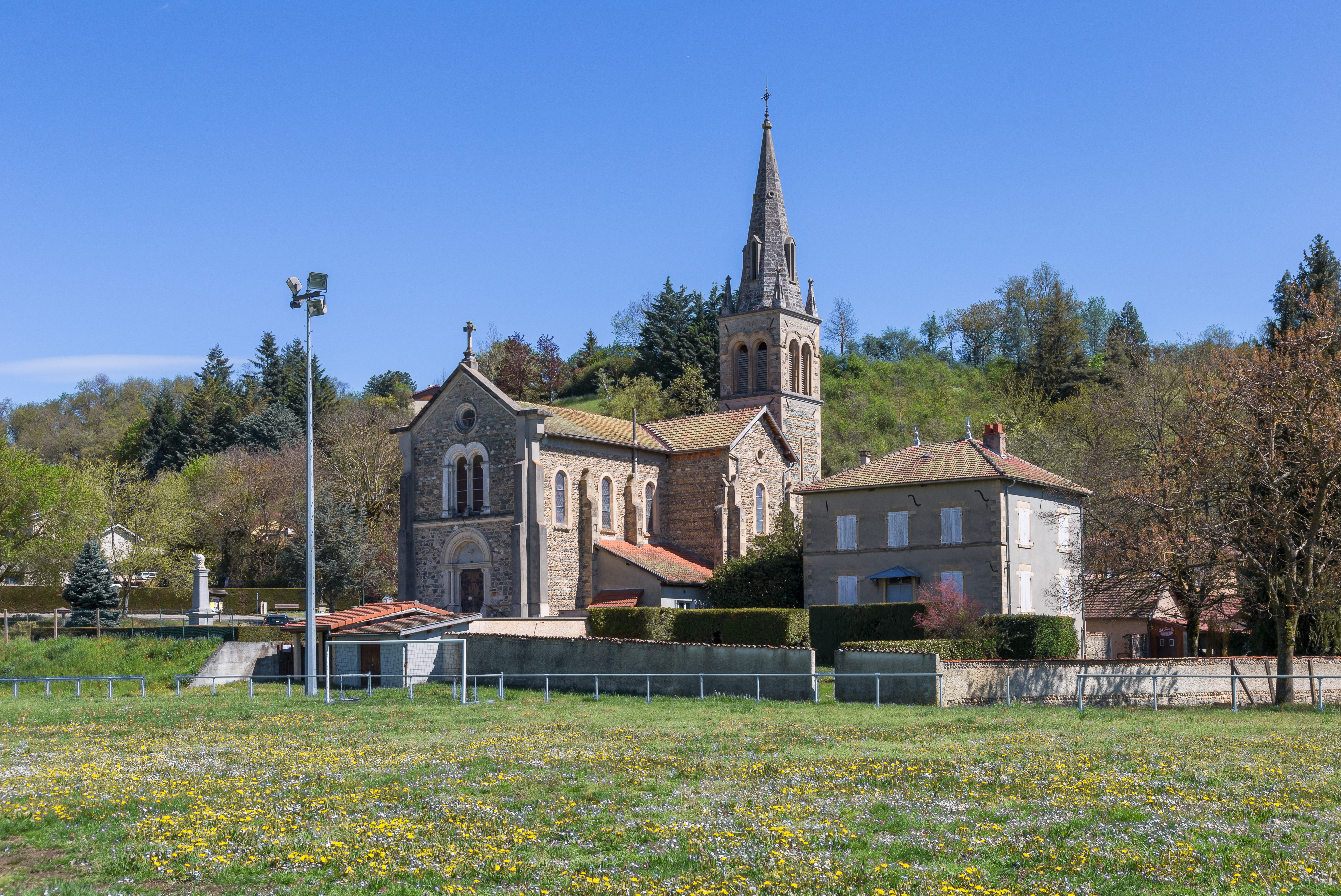
Kirche Saint-Clair
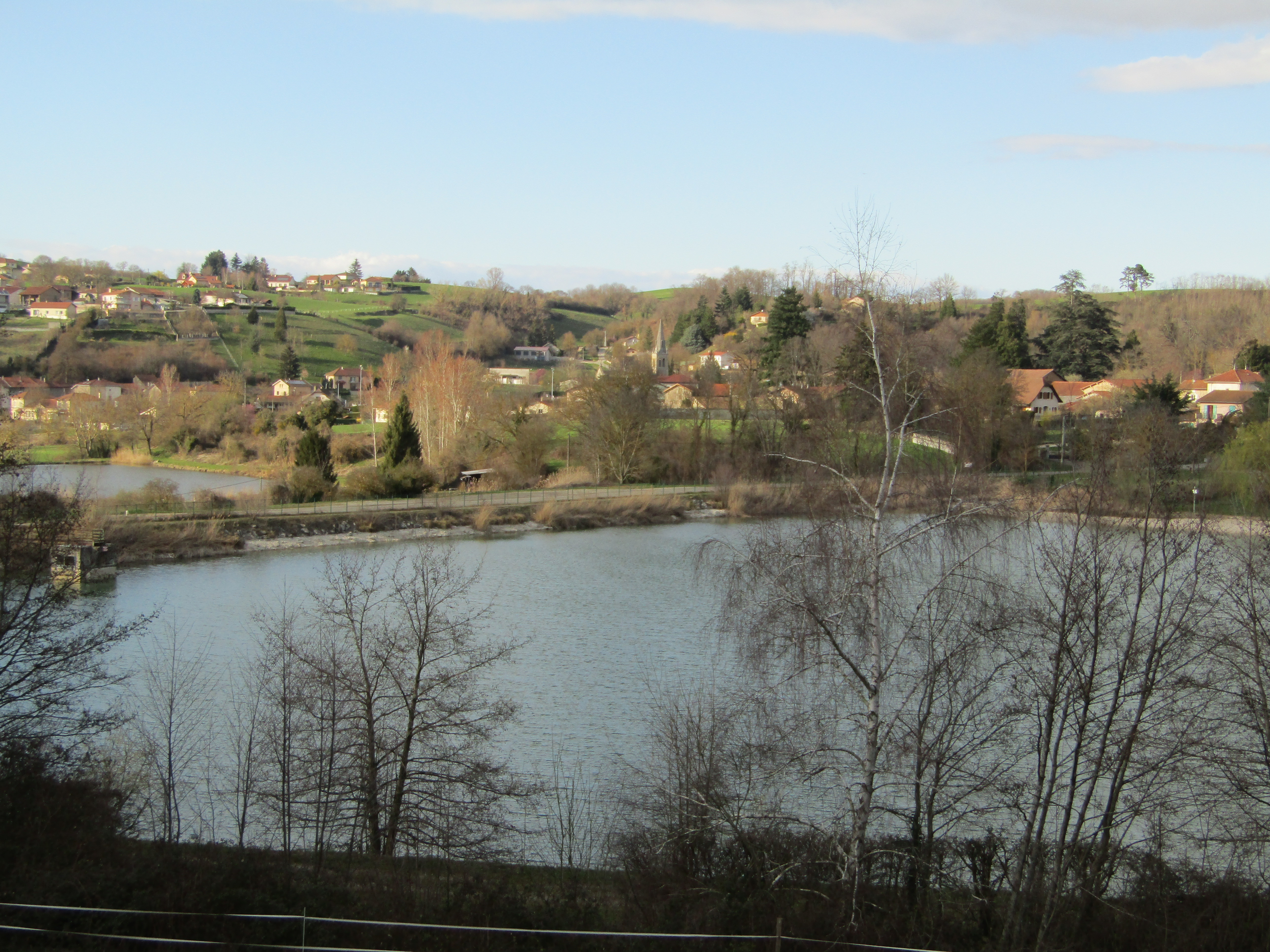
Einer der zahlreichen Seen im Gemeindegebiet
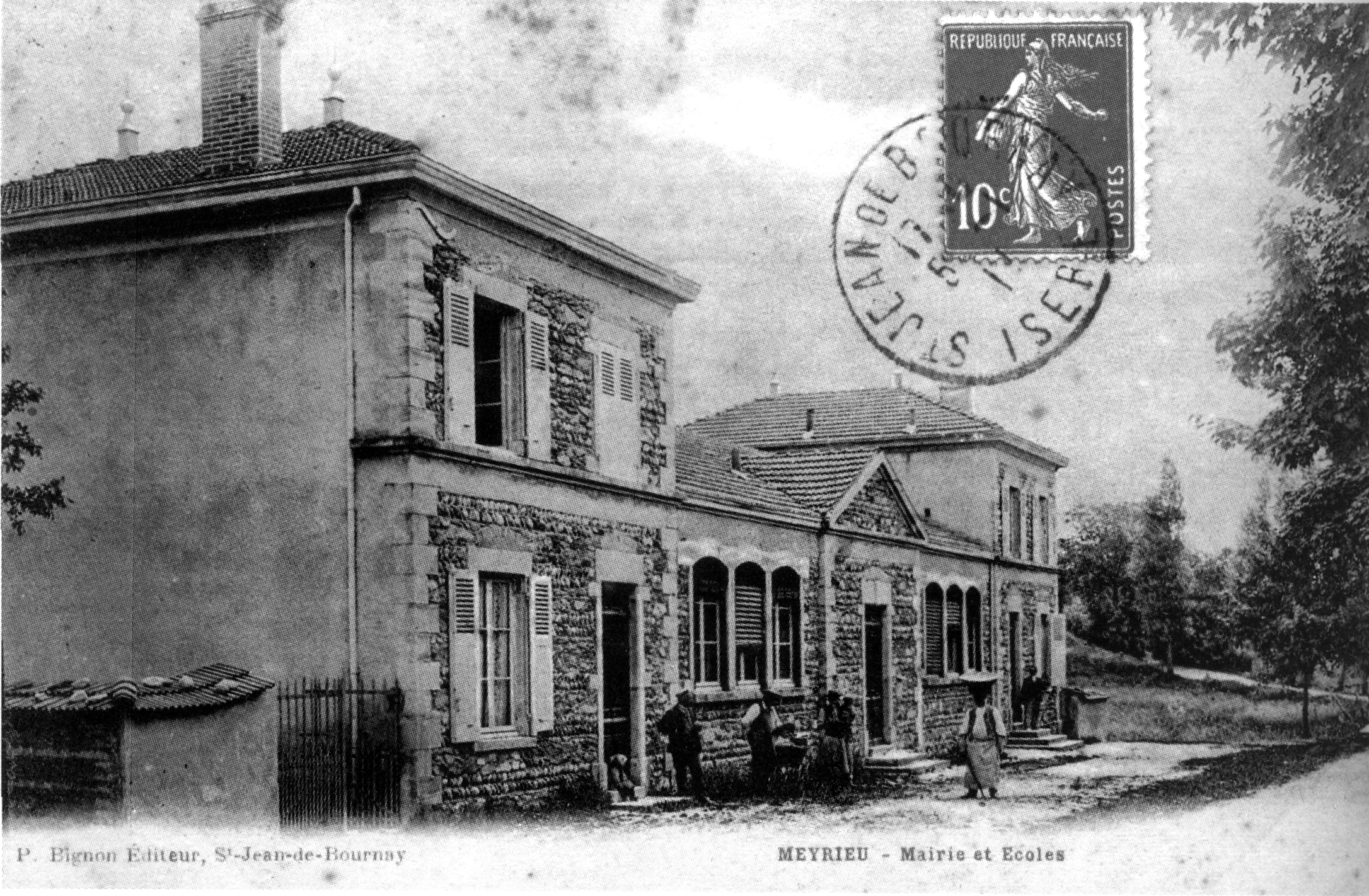
Rasthaus und Schule auf einer Postkarte aus dem Jahr 1913

## Gemeindepartnerschaft
Mit der österreichischen Gemeinde Piringsdorf im Burgenland besteht seit 1995 eine Partnerschaft.